# Кокрмент, Индржих
Индржих Кокрмент (чеш. Jindřich Kokrment, родился 20 декабря 1957, Мост, Чехословакия) — бывший чехословацкий хоккеист, нападающий. Серебряный призёр чемпионата мира 1982, бронзовый призёр чемпионата мира 1981.

## Биография
Индржих Кокрмент начал играть в хоккей за команду «Литвинов» в конце сезона 1974/75. С 1979 по 1981 год играл за йиглавскую «Дуклу». Вернувшись в «Литвинов», отыграл еще 7 сезонов за клуб.
В 1988 году уехал за границу. Играл в Великобритании за «Файф Флайерз», в Венгрии за «Ференцварош» и в Германии за «Трир». В 1993 году завершил хоккейную карьеру.

## Достижения
Серебряный призёр чемпионата мира 1982
 Бронзовый призёр чемпионата мира 1981 и молодёжных чемпионатов мира 1976, 1977

## Статистика
- Чемпионат Чехословакии — 495 игр, 396 очков (171 шайба + 225 передач)
- Сборная Чехословакии — 76 игр, 22 шайбы
- Всего за карьеру — 571 игра, 193 шайбы